# 夏川さつき
夏川 さつき（なつかわ さつき、旧芸名は夏川 加奈子（なつかわ かなこ）。1953年8月4日 - ）は、日本の女優、ラジオドラマ声優、画家。

## 人物
- 東京都出身。
- 身長151cm。
- 劇団世代に10年在籍・新劇を学び退団。
- （脚本家集団）三谷幸喜・清水東作品に参加、山村正夫・辻真先（推理作家協会主催）推理劇宝石座公演・筒井康隆連続公演等に参加
- 33才の時、NHKラジオドラマに起用、映像の世界に入り、現在に至る
- 世界を旅して絵を描く事が好きで、2005年に画商と出逢い感性を磨く旅、スイス・アイルランドへと旅立つ
- 世界の旅の絵10作品が、山梨県立中央病院緩和ケア病棟に採用
- 2020年8月、芸名を「夏川さつき」に戻す[1]。
- 2023年8月31日吉本興業退所。

## 出演

### テレビドラマ
- 熱くなるまで待って! 第3回（1987年、フジテレビ）
- ドラマ女の四季（テレビ東京）
  - 温泉仲居物語9（1988年）
  - 温泉仲居物語10（1988年）
- 君の瞳をタイホする! 第7回（1988年、フジテレビ）
- 教師びんびん物語 第6話（1988年、フジテレビ）
- ドラマ23（TBS）
  - 別れぬ理由（1988年）
  - お見合いフルコース（1988年）
  - 同・級・生は七変化（1989年）
- 銀河テレビ小説（NHK）
  - お父さん入門（1988年）
  - 総務部総務課山口六平太（1988年）- 角野百合子 役
- 火曜サスペンス劇場（日本テレビ）
  - 「長く暑い夏の一日」（1988年8月23日）
  - 「取調室 14 血の海に震える指-悪女とヒモ男の2つの取調室に挑んだ12日間」（2001年9月11日）- スナックのママ 役
  - 「街の医者・神山治郎 2 出産拒否」（2001年11月6日）- スナックのママ 役
  - 「監察医・室生亜季子 32 院外感染〜死化粧の少女が残す司法解剖拒否の謎 血中濃度3ミリが暴く嫁姑の仲〜」（2003年1月14日）- 小林婦長 役
  - 「警部補 佃次郎 20 望郷」（2005年1月18日）
- 3年B組金八先生（TBS）
  - 第3シリーズ（1988年）
  - 第4シリーズ（1995年 - 1996年）- 高橋宗和の母・高橋伊津 役
  - 第5シリーズ 第18話（1999年）
  - スペシャル（2001年4月5日）
  - 第7シリーズ（2004年 - 2005年）- 小川比呂の母・小川和枝 役
  - スペシャル（2005年12月30日）
- 東芝日曜劇場 鳩のいる風景（1988年、TBS）
- キツイ奴ら 第1回（1989年、TBS）
- 君の瞳に恋してる! 第6話（1989年、フジテレビ）
- 晴のちカミナリ（1989年、NHK）
- 山頭火 何でこんなに淋しい風ふく（1989年、NHK）
- ドラマチック22 日本はどうなるシリーズ「ザ・教育費」（1989年、TBS）
- 大河ドラマ（NHK）
  - 翔ぶが如く 第27回（1990年）- 女房 役
  - 信長 KING OF ZIPANGU 第7回（1992年）
  - 八重の桜（2013年）
- アルプス・ヒマラヤ山脈（1990年、TBS）
- いつか誰かと（1990年、TBS）
- おとうと 姉さん僕は死にたい! 死に行く弟に捧げる姉の挽歌（1990年、TBS）
- 世にも奇妙な物語（フジテレビ）
  - 「配達されない手紙」（1990年）
  - 「時間よ止まれ」（1991年）
  - 「占いセット」（1991年）- 落合昭子 役
  - 春の特別編「奇遇」（1992年）
  - （1992年7月2日）
  - 「おやじ」（1992年9月17日）
- 女と男が愛する時（1990年、フジテレビ）
- 月曜・女のサスペンス「月澹荘綺譚〜侯爵殺人事件〜」（1990年、テレビ東京）
- あなたの知らない世界〜不思議な愛の物語〜（1990年、日本テレビ）
- 連続テレビ小説（NHK総合）
  - 君の名は 第149・150回（1991年）
  - 春よ、来い 第195回・第197回・第211回（1995年）
  - ゲゲゲの女房 第11週（2010年）- 「不良図書から子どもを守る会」のメンバー 役
  - 梅ちゃん先生 （2012年）
- 芸者小春の華麗な冒険 第9話（1991年、テレビ朝日）
- 愛は仁義（1992年、よみうりテレビ）
- 腕におぼえあり（NHK）
  - 第1シリーズ 第1回「用心棒稼業」（1992年4月10日）
  - 第2シリーズ 第4回「奇妙な罠」（1992年9月25日）
- 往診ドクター事件カルテ（1992年、朝日放送）
- 説得 エホバの証人と輸血拒否事件（1993年、TBS）
- ツインズ教師（1993年、テレビ朝日）
- これから 海辺の旅人たち（1993年、フジテレビ）
- ダブル・キッチン 第10話（1993年、TBS）
- 悪魔のKISS 第11話（1993年、フジテレビ）
- 誰にも言えない 第4話（1993年、TBS）
- にごりえ（1993年、テレビ東京）
- スウィート・ホーム（1994年、TBS）- 水谷秋絵 役
- ボディガード北へ（1994年、HBC）
- 人生は上々だ 第3話（1995年、TBS）
- 東京SEX コール・ガール 第8話（1995年、フジテレビ）
- ピュア 第11話（1996年、フジテレビ）
- 名古屋嫁入り物語8（1996年、東海テレビ）
- 若葉のころ 第1話・第9話（1996年、TBS）
- 事件4（1996、テレビ朝日）
- 続・星の金貨 第2話（1996年、日本テレビ）
- 彼女たちの結婚 第8話（1997年、フジテレビ）
- ビーロボカブタック 第34話（1997年、テレビ朝日）
- 理想の上司 第2話（1997年、TBS）- 芝  [2]
- あきまへんで!（1998年、TBS） - 母親
- 柳橋慕情 第7回（2000年、NHK）
- 編集王 第3回（2000年、フジテレビ）
- TEAM スペシャル（2000年、フジテレビ）
- ココだけの話 第1回「バブル」（2001年、テレビ朝日）
- マリア 第2回（2001年、TBS）
- shin-D Ready Made 第3回（2001年、日本テレビ）
- 光の帝国 第3回（2001年、NHK）
- 女と愛とミステリー「窓際信金マンの事件帳簿」（2002年、テレビ東京）
- 事件記者 浦上伸介 特ダネ事件ファイル2（2002年、テレビ東京）
- 私はやってない!痴漢えん罪殺人連鎖（2002年、BSジャパン）
- ホーム&アウェイ 第7回（2002年、フジテレビ）- 特急ペガサス11号の乗客 役
- 金曜時代劇 （NHK総合）
  - 御宿かわせみ（2003年）
    - 御宿かわせみ（2004年）- そば屋長寿庵・長助の妻 役
- あなたの人生お運びします! 第10話（2003年、TBS）
- 伝説のマダム 第6回（2003年、よみうりテレビ）
- 異議あり!女弁護士大岡法江 第7回（2004年、テレビ朝日）
- 月曜ミステリー劇場 ひまわりさん〜遺失物係を命ず!（2004年、TBS）
- オレンジデイズ 第10回（2004年、TBS）
- はぐれ刑事純情派
  - 第12シリーズ（1999年） - 酒井章子 役
  - （2001年）
  - 第17シリーズ 第3回（2004年）
- 大好き!五つ子Go!!（2005年、TBS）- 安野麗子店長 役
- 獣医・いかり七緒の殺人診断（2007年、テレビ朝日）- 菊池エリ子 役
- 救命病棟24時 第4シリーズ 第3回（2009年、フジテレビ）
- おひとりさま 第2回（2009年、TBS）
- 名探偵の掟 第五章 最終章（2009年、テレビ朝日）- 藤井茉奈の母 役
- 歌のおにいさん 第2話（2009年、テレビ朝日）
- 十津川警部シリーズ43「伊勢志摩殺人迷路〜円空の謎〜」（2010年3月29日、TBS）- 団子屋店員 役
- 天装戦隊ゴセイジャー 第7話（2010年、テレビ朝日）- 幸子 役
- 警視庁継続捜査班（2010年、テレビ朝日）- 久保田厚子 役
- 警視庁失踪人捜査課 第8話（2010年、テレビ朝日）
- 相棒 Season 9 第13話「通報者」（2011年1月26日、テレビ朝日）- あけぼの園 保育士 役
- BOSS2 第6回（2011年、フジテレビ）
- HUNTER〜その女たち、賞金稼ぎ〜 第1回（2011年、関西テレビ）
- 最後から二番目の恋（2012年、フジTV）
- 理由（2012年、TBS・月曜ゴールデン）
- ダーティママ（2012年、日本テレビ）- アパートの管理人 役
- ストロベリーナイト（2012年）- スナック「楓」のママ 役
- お助け屋☆陣八 第2話（2013年、読売テレビ）- 古着商女将 役
- 女と男の熱帯　第1話（2013年、WOWOW連続ドラマ）- スーパーの店員 役
- 現代の妖怪第1話〜5話（2013年、NHKEテレ）- 片山育子 役
- 遅咲きのヒマワリ　（2013年、フジテレビ）
- 55歳からのハローライフ 第3話（2014年、NHK）- 遠藤 役
- おやじの背中（2014年、TBS日曜劇場）
- セルワールド・細胞の世界〜宇宙人調査員細川の人体最終報告 前編・後編（2014年、NHK BSプレミアム）- 片山育子 役
- ビンタ!（2014年、日本テレビ）- 近所の主婦 役
- 赤と黒のゲキジョー（フジテレビ）
  - 検事・霞夕子 第7作「死人に口あり」（2014年）- 定食屋・光子 役
- 痛快TVスカッとジャパン ショートドラマ（フジテレビ）
  - 高村信子 役
    - 迷惑乗車（2014年）
    - 罵声ツアー（2014年）
    - ホテルわめくオバサン（2015年）
    - ダイヤじゃない（2015年）
    - とにかく早くして（2015年）
    - 立ち読みモンスター（2015年）
    - わがままな患者（2015年）
    - バスのうるさい乗客（2015年）
    - 値切りモンスターズ（2015年）
    - お隣さんはモンスター（2016年1月）
    - 横取りモンスター（2016年1月）
    - モーニング3人娘。（2016年4月）
    - カラオケモンスターズ」（2016年6月）
    - 27時間フェス（2016年7月）
    - 洗濯モンスターズ（2016年9月）
    - 無い無いモンスターズ（2016年10月）
    - ムカッとモンスター（2017年1月）
    - 期限切れハンターズ（2017年3月）
    - 10円まけておばさん（2017年5月）
    - あなたが膨らんだ!（2017年5月）
    - レジせき止めオバサン（2017年9月）
    - 新正義オバンゲリオン（2017年12月）
    - ゴムパッキンが入っている（2018年4月）
    - 声が大きい人は何歳（2018年5月）
    - FNS27時間テレビ（2018年9月）
    - 試着室を占領オンナ（2018年10月）
    - スーパーの迷惑おばさん（2019年1月）
    - 他人の料理を撮るオバサン（2019年3月）
    - 機転を利かせて成敗（2019年7月）
    - サラダを占領おばさん（2019年8月）
    - バスの料金でモメる乗客（2020年1月）
    - バストラブルを頭脳プレーで解決（2020年11月）
    - 試食に難癖をつける男に…（2021年2月）
    - 隣の庭に子供の落書き（2022年1月）

  - 松下英実 役
    - 服を弁償しろという女（2023年2月）
- 水曜ミステリー9
  - 奥田英朗クライムサスペンス 邪魔～主婦が堕ちた破滅の道（2015年、テレビ東京）- 大野妙子 役
- 日曜劇場（TBS）
  - IQ246〜華麗なる事件簿〜 第6話「才能買う画家が描く殺しの絵」（2016年11月20日）- 大家 役
- カインとアベル 第1話（2016年10月17日、フジテレビ）- 松野 役
- あなたには帰る家がある 第9話・第10話（2018年、TBS）- ラーメン店 店主 役
- 孤独のグルメ Season7 特別編 （2018年12月31日、テレビ東京） - ゑびす家・女将 役 [3]
- 芝公園 第8話（2019年3月、TVK）- あんなかどうぶつ病院の副院長 役
- 女子高生の無駄づかい 第3話（2020年、テレビ朝日）
- 知らなくていいコト 第3話（2020年2月、日本テレビ）
- ランチ合コン探偵 第6話（2020年2月、日本テレビ）
- 火曜ドラマ お金の切れ目が恋の始まり 第1話（2020年9月、TBS）
- 警視庁ゼロ係〜生活安全課なんでも相談室〜 SEASON 5（2021年、テレビ東京）- 森田明子 役
- 日本沈没-希望のひと- 第2話・第8話・第9話（2021年10月17日・12月5日・12日、TBS）- 漁民仲間 役
- 二月の勝者-絶対合格の教室- 第8話・最終話（2021年12月4日・12月18日、日本テレビ）- 高橋静子 役
- 闇部 - REAL -（2022年3月、ひかりテレビ）
- 離島の夢をSFドラマでかなえたい・粟島SFドラマ-（2022年3月、NHK新潟放送局）- 祖母 役
- 俺の宴 - イヤードラマ（2022年6月、NUMA）- トミ 役
- 婚活1000本ノック 第6話（2024年2月21日、フジテレビ）- 知子 役

### バラエティ
- もしもツアーズ（フジテレビ) 
  - 秋の秩父長瀞特等席で紅葉独り占め!・旅行バラエティ番組（2016年11月19日）
  - 家電ツアー!・旅行バラエティ番組（2017年3月25日）
  - 2時間スペシャル / 清々しい春の京都!・旅行バラエティ番組（2017年4月15日）

### テレビアニメ
- サザエさん（2016年7月24日、フジテレビ） - 迷惑おばさん 役 [4]

### 映画
- 「座頭市」勝新太郎 脚本監督作品（1989年）- 賭場の女 役
- 「ヌードの夜」石井隆 監督作品（1993年）- 管理人 役
- 「GONIN」石井隆 監督作品（1995年）- 荻原京子 役
- 「東京日和」竹中直人 監督作品（1997年）- 騒がしい主婦 役
- 「るろうに剣心 京都大火編」 前編 大友啓史 監督作品（2014年）- 警官の遺族 役
- 「サムライフ」森谷雄 監督作品（2015年）- ナガオカの母 役
- 「イルカはフラダンスを踊るらしい」森田亜紀 監督作品（2023年）- 農家のおばちゃん 役[5]
- 「私の見た世界」石田えり 監督作品（2025年）[6]

### ラジオドラマ
- 裏庭の水の精（1995年）
- 誰がドルンチナを連れ戻したか（2000年）
- おいしいコーヒーのいれ方 V 緑の午後（2001年、NHK-FM）- 女医 役
- ジャガーになった男（2001年、NHK-FM）- キネノス 役
- オルファクトグラム（2001年、NHK-FM）
- しゃばけ（2002年、NHK-FM）- おくま 役、お千絵 役
- ミッドナイトレジスタンス（2009年、NHK-FM）
- リテイク・シックスティーン（2013年、NHK-FM）
- 家電の極意（2013年、NHK-FM）- 先輩介護士 役
- 婚礼、葬儀、その他（2014年、NHK-FM）- 旅行代理店女店員 役
- あなた＜銀の雫文芸賞2015最優秀賞受賞作＞（2015年、NHK-FM）- 遠藤緑里 役

CM
- 「明治」
- 「ゴキブリゾロゾロ」
- 「蚊とりマット」
- 「ボンカレー」
- 「永谷園 永谷サラダらーめん」
- 「NTTコミュニケーションズ / マイライン」
- 「出光興産」
- 「NTTドコモ dカード×Apple Pay」